# Psychocandy
Psychocandy — дебютный студийный альбом шотландской рок-группы The Jesus and Mary Chain, изданный в 1985 году.

## Об альбоме
Psychocandy, сочетающий в себе структуру традиционных поп-песен, нойз-роковый шум электрогитар и мрачную отстранённость пост-панка, сыграл ключевую роль в формировании жанра шугейзинг. По своему выходу, он получил восторженные отзывы критиков и попал во всевозможные списки лучших альбомов. Psychocandy занял 269 место в списке «500 величайших альбомов всех времён» по версии Rolling Stone, 23 место в списке «100 лучших альбомов 1980-х» по версии Pitchfork и 38 место в аналогичном списке Slant Magazine. Также альбом занял 88 место в списке лучших британских альбомов, когда-либо выпускавшихся по версии журнала Q, 5 место в списке лучших альбомов 1985 года по версии Melody Maker и 2 место в списке 50 лучших альбомов New Musical Express, уступив 1 позицию Rain Dogs Тома Уэйтса. Сама группа отошла от изобретённого ими звучания уже на следующем альбоме Darklands.

## Список композиций
Слова и музыка всех песен — Джима Рейда и Уильяма Рейда, за исключением «Ambition» — автор Вик Годар.
| №   | Название                | Длительность |
| --- | ----------------------- | ------------ |
| 1.  | «Just Like Honey»       | 3:03         |
| 2.  | «The Living End»        | 2:16         |
| 3.  | «Taste the Floor»       | 2:56         |
| 4.  | «The Hardest Walk»      | 2:40         |
| 5.  | «Cut Dead»              | 2:47         |
| 6.  | «In a Hole»             | 3:02         |
| 7.  | «Taste of Cindy»        | 1:42         |
| 8.  | «Never Understand»      | 2:57         |
| 9.  | «Inside Me»             | 3:09         |
| 10. | «Sowing Seeds»          | 2:50         |
| 11. | «My Little Underground» | 2:31         |
| 12. | «You Trip Me Up»        | 2:26         |
| 13. | «Something's Wrong»     | 4:01         |
| 14. | «It's So Hard»          | 2:37         |

Переиздание 2011 года
| №   | Название            | Длительность |
| --- | ------------------- | ------------ |
| 15. | «Suck»              | 2:08         |
| 16. | «Ambition»          | 3:31         |
| 17. | «Just Out of Reach» | 2:09         |
| 18. | «Boyfriend's Dead»  | 1:43         |
| 19. | «Head»              | 3:53         |
| 20. | «Cracked»           | 3:48         |

## Участники записи
- Джим Рейд — вокал, гитара
- Уильям Рейд — вокал, гитара
- Дуглас Харт — бас-гитара
- Бобби Гиллеспи — ударные